# Springfield (Georgia)
Springfield es una ciudad ubicada en el condado de Effingham en el estado estadounidense de Georgia. En el año 2000 tenía una población de 1.821 habitantes.

## Geografía
Springfield se encuentra ubicada en las coordenadas 32°22′6″N 81°18′37″O / 32.36833, -81.31028 (32.368240, -81.310152).
Según la Oficina del Censo, la localidad tiene un área total de 2,1 km² (0,8 mi²), de la cual 2,1 km² (0,8 mi²) es tierra y 0 km² (0 mi²) (0.00%) es agua.

## Demografía
Según la Oficina del Censo en 2000 los ingresos medios por hogar en la localidad eran de $36,544, y los ingresos medios por familia eran $41,071. Los hombres tenían unos ingresos medios de $35,096 frente a los $25,192 para las mujeres. La renta per cápita para la localidad era de $16,519. 